# Рајхстаг
Рајхстаг је зграда у Берлину изграђена да буде дом Рајхстага, прве скупштине Немачког царства. Отворена је 1894. и у њој је заседала скупштина све до 1933, када је тешко оштећена у пожару, коју је наводно подметнуо холандски комуниста Маринус ван дер Лубе, кога су нацисти касније погубили, иако су вероватно нацисти сами запалили Рајхстаг да би оптужили комунисте. Нацистичка странка је ово искористила као повод за чистку „издајника“ у Берлину и забрану Комунистичке партије Немачке. Иако под нацистима Рајхстаг није имао никакву функцију, током битке за Берлин, Стаљин га је сматрао симболом немачке моћи, па је јединицама Црвене армије поделио барјаке победе које је јединица која би га прва заузела поставила на кров зграде. Рајхстаг је опет постао седиште немачке скупштине 1999, након обнове коју је спровео архитекта Норман Фостер.
Данас се законодавно тело Немачке назива Бундестаг. Рајхстаг (институција) потиче још од Светог римског царства, а престао је да делује као скупштина током нацистичке Немачке. У данашњем немачком језику, Рајхстаг се односи на зграду, а Бундестаг на скупштину.